# М74 (міномет)
М74 — легкий югославський міномет другого покоління, модифікація міномета М52. Спільно з мінометом М75 використовується як засіб вогневої підтримки піхоти в сухопутних битвах, засоби ураження живої сили противника, легкої протитанкової зброї, а також для знищення оборонних споруд. Може використовуватися і мотопіхотними військами для знищення живої сили противника прямо під час руху. Відрізняється від М75 деякими деталями конструкції.

## Країни-оператори
- Ірак
- Лівія
- Сальвадор
- Сербія
- Словенія